# Aachener Tor (Bergheim)

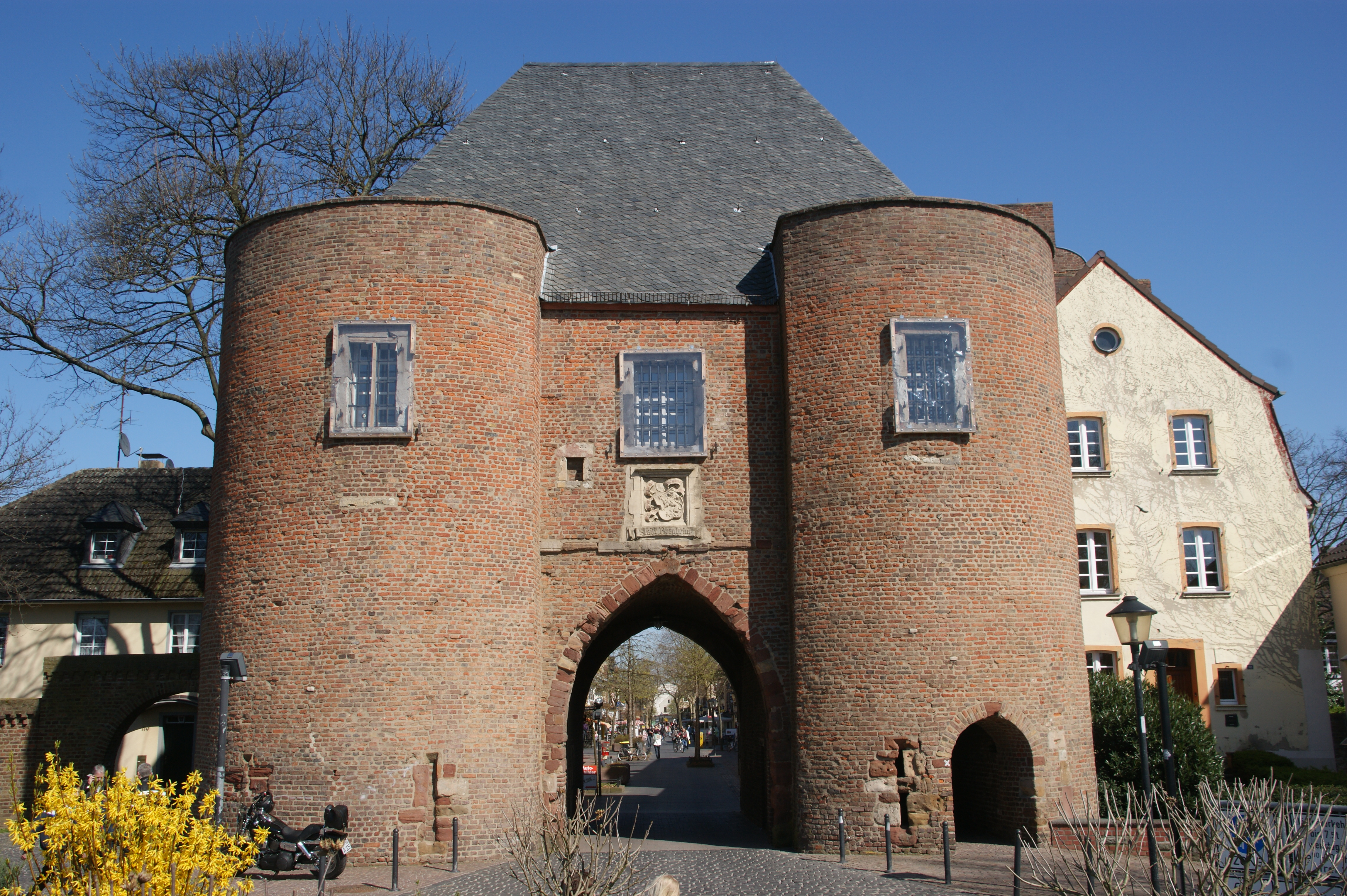
Aachener Tor – Feldseite

Das Aachener Tor ist ein zur mittelalterlichen Stadtbefestigung der Stadt Bergheim gehörendes Tor und stellt das Wahrzeichen der Stadt dar.

## Das Tor
Das Tor entstand im 14. Jahrhundert als zweigeschossiges Doppelturmtor mit einer als Spitzbogen ausgeführten Durchfahrt. Der heute durch den rechten Flankturm führende Fußweg wurde erst später hinzugefügt.
Im 16. und 17. Jahrhundert wurde das Tor wiederholt stark beschädigt. Etwa um 1800 erfolgte der Umbau der Anlage zu einem Gefängnis. In den Jahren 1911 bis 1914 und 1925 fanden Renovierungen statt. 1956 kam es zu einem Brand. Hierauf wurde 1959 das Walmdach erneuert. Eine weitere Renovierung fand in den Jahren 1980/81 statt.
Über der Feldseite, also der stadtabgewandten Seite, befindet sich ein aufwändig gestalteter Wappenstein, der einen Löwen zeigt.
Heute wird das Aachener Tor von den Bergheimer Pfadfindern, dem Stamm und dem Hag Nibelungen, genutzt. Die Gruppen gehören zum Deutschen Pfadfinderbund und nutzen das Tor seit 1947 als ihr Heim.
Seit 2014 finden umfangreiche Sanierungsarbeiten am Aachener Tor statt, da die Standfestigkeit nicht mehr gewährleistet war. Die Arbeiten sollen im Frühjahr 2017 beendet werden, die Gesamtkosten für die Sanierung werden auf etwa 2,1 Millionen Euro geschätzt.

## Stadtmauer
Große Teile der Bergheimer Stadtmauer sind nicht historisch, sondern wurden erst Anfang der 1980er-Jahre im Zuge der Verlegung der Bundesstraße 55 und des Baus der Fußgängerzone errichtet. Richtung Norden grenzt die Mauer direkt an das Aachener Tor; nach Süden befindet sich hier zunächst ein repräsentatives Wohnhaus.

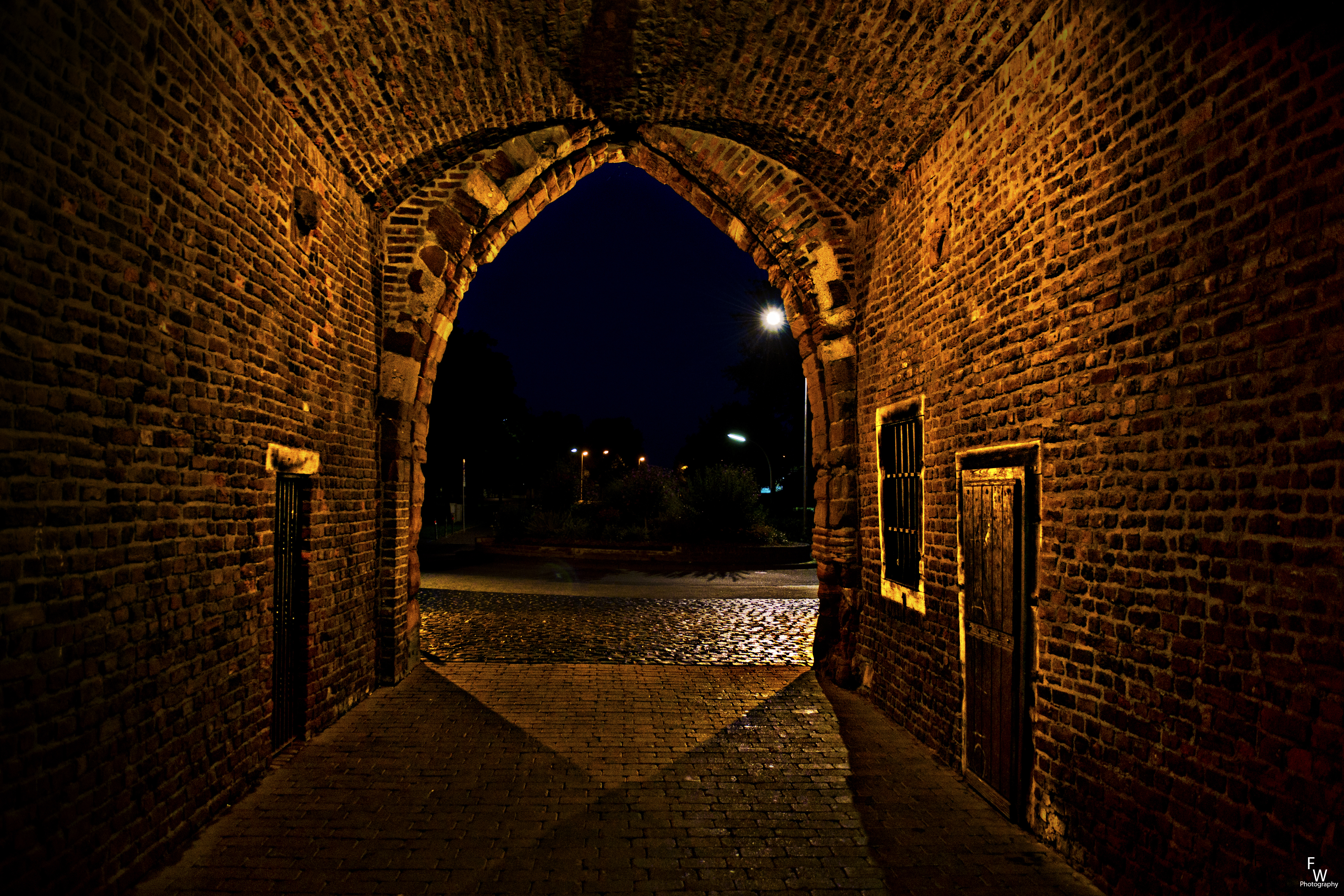
Aachener Tor bei Nacht
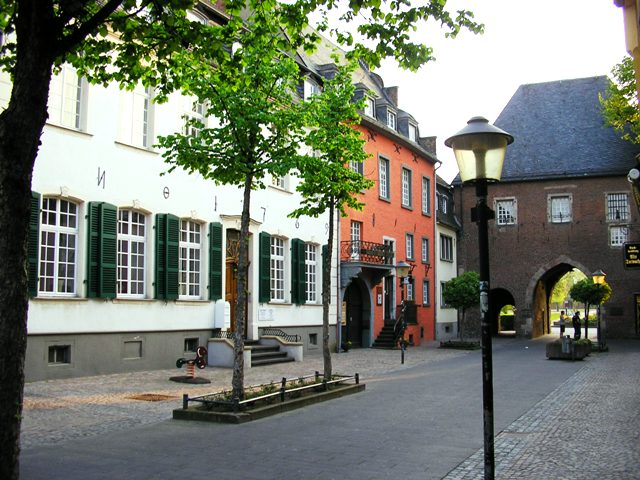
Altstadt Bergheim mit der Stadtseite des Aachener Tores.
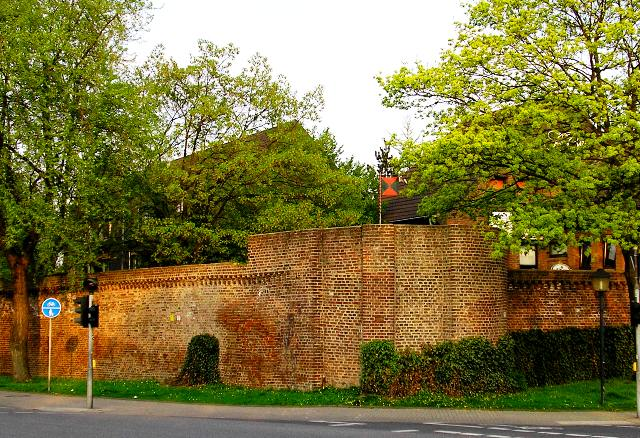
Eckturm der in den 1980er-Jahren entstandenen Stadtbefestigung Bergheims